# Konrad Koch (Orgelbauer)
Konrad Koch (* 1934; † 1994) war ein deutscher Orgelbauer in Feuchtwangen.

## Werkliste (Auswahl)
In der fünften Spalte bezeichnet die römische Zahl die Anzahl der Manuale, ein großes „P“ ein selbstständiges Pedal, ein kleines „p“ ein angehängtes Pedal und die arabische Zahl in der vorletzten Spalte die Anzahl der klingenden Register.
| Jahr | Ort                      | Gebäude             | Bild | Manuale | Register | Bemerkungen                                        |
| ---- | ------------------------ | ------------------- | ---- | ------- | -------- | -------------------------------------------------- |
| 1972 | Ettenhausen (Schrozberg) | Evangelische Kirche |      | II/P    | 13       | Prospekt von 1785, Pfeifenmaterial wiederverwendet |